# Kostelec u Křížků
Kostelec u Křížků é uma comuna checa localizada na região da Boêmia Central, distrito de Praha-východ.